# Jeff Berwick
Jeffrey David Berwick (24 de noviembre de 1970) es un empresario dominicano-canadiense, activista libertario y anarcocapitalista.
Berwick fundó Stockhouse.com en 1994. A finales de los años 90, la empresa se expandió a ocho países diferentes y tenía 250 empleados y una capitalización de mercado de 240 millones de dólares, antes de la Burbuja Puntocom. Berwick vendió la empresa en 2002 por una cantidad no revelada.
Más tarde, Berwick llegó a ser un inversor en Bitcoin y apareció públicamente en Fox News y otros principales medios de prensa para discutir la moneda digital. También apareció en Bloomberg para hablar sobre Bitcoin. En 2013, Berwick lanzó el primer cajero automático Bitcoin del mundo en Chipre.
En 2016, Berwick adquirió la ciudadanía de República Dominicana.

## Carrera
En 2009, fundó The Dollar Vigilante, un blog anarcocapitalista que se centra en el oro, la plata, la minería de bitcoin y los bancos offshore.
Berwick fue presentador de Anarchast, un podcast anarcocapitalista de entrevistas, fundado en 2012.
En 2013, Berwick anunció sus planes de cofundar el primer cajero automático de bitcoin del mundo en Chipre.
En 2013, Berwick promovió el proyecto Gulch Chile de Galt, un enclave libertario en la región de Curacaví en Chile, que quebró poco después. También formó parte de un intento de iniciar una zona de libre comercio en Honduras.
En 2015, Berwick inició Anarchapulco, una conferencia anarcocapitalista anual celebrada en Acapulco, México.

## Presencia mediática
En 2022 , HBO lanzó una serie documental de televisión original de seis partes titulada The Anarchists . La serie se basa en seis años de vídeos recopilados por Todd Schramke y se centra en Berwick, sus creencias y varios de sus seguidores, incluso Nathan y Lisa Freeman y una pareja conocida como John Galton y Lily Forester.

## Vida personal
En julio de 2005, el catamarán de Berwick se arrojó contra las rocas por una turbonada de 50 nudos y se hundió. Berwick y su compañero sobrevivieron agarrándose a una tabla de surf rota.